# Kaligunting
Kaligunting is een bestuurslaag in het regentschap Madiun van de provincie Oost-Java, Indonesië. Kaligunting telt 3135 inwoners (volkstelling 2010).